# John Ya Otto
John ya Otto Nankudhu (* 10. Februar 1938 in Südwestafrika; † 25. Mai 1994 in Luanda, Angola) war ein namibischer Lehrer, Gewerkschafter, Schriftsteller, Politiker und Diplomat.

## Bildung
Ya Otto wurde im Ovamboland geboren und als Baby nach Keetmanshoop gebracht. Er hat zeitlebens behauptet in der südnamibischen Stadt geboren zu sein. Dies ermöglichte ihm außerhalb der traditionellen Stammesgebiete dauerhaft zu siedeln und dort zu arbeiten. Seine schulische Ausbildung genoss Ya Otto in der Rheinischen Missionsschule in Tsumeb und am Augustineum in Okahandja. Dort erhielt er sein Diplom als Lehrer.

## Lebensweg als Aktivist und Politiker
Ya Otto begann an der Herero-Schule in der Old Location in Windhoek zu unterrichten. Nach dem Massaker in der Siedlung begann er 1959 in die Politik zu gehen und schloss sich der SWAPO an. Hier stieg Ya Otto schnell auf und wurde amtierender Generalsekretär der Freiheitsbewegung. Er leitete in Omugulugwombashe das Ausbildungslager der People’s Liberation Army of Namibia (PLAN) im namibischen Befreiungskampf. 1966 wurde er dort verhaftet und gemeinsam mit 36 Anderen des Terrorismus angeklagt. Als einer der wenigen Verhafteten der Englisch und Afrikaans sprach, war Ya Otto maßgeblich an der Verteidigungsstrategie vor Gericht beteiligt. Während die Meisten von ihnen zu langen Haftstrafen auf Robben Island verurteilt wurden, konnte Ya Otto keine Beteiligung nachgewiesen werden. Er erhielt fünf Jahre zur Bewährung.
Ya Otto hielt an seiner Arbeit für die SWAPO fest und wurde wiederholt verhaftet. Er floh daraufhin ins Exil nach Lusaka in Sambia und arbeitete bis 1979 als Arbeitssekretär der SWAPO-nahen National Union of Namibian Workers (NUNW). Es zog ihn anschließend nach Luanda in Angola. Ab 1976 war er zudem Vorsitzender der Ya-Otto-Kommission, die sich mit Ermittlungen gegen interne Dissidenten der SWAPO beschäftigte. 1981 veröffentlichte er sein einziges Werk, Battlefront Namibia.
1989 kehrte Ya Otto nach Südwestafrika zurück und wurde Mitglied der Verfassunggebenden Versammlung Namibias. Bis fast zu seinem Tod 1994 war Ya Otto Abgeordneter in der namibischen Nationalversammlung und für wenige Monate Botschafter Namibias in Angola.
Ya Otto wurde 2010 posthum mit dem Most Excellent Order of the Eagle, 2. Klasse geehrt.